# Leyes de navegación
Las Leyes de navegación de Inglaterra fueron una serie de leyes que, comenzando por la aprobada el 9 de octubre de 1651, restringían el uso de barcos extranjeros en el comercio de Inglaterra (más tarde Gran Bretaña y sus colonias). Surgieron como consecuencia de la Revolución de 1648, en respuesta al conflicto económico. El resentimiento contra estas leyes motivó las guerras anglo-neerlandesas y la Guerra de Independencia de los Estados Unidos.
Adam Smith la llamó «quizá la más sabia de todas las regulaciones comerciales de Inglaterra».[cita requerida] Fue el primer paso de Inglaterra para convertirse en una gran potencia naval.

## Contenido
Establecían:
- que todas las colonias estaban subordinadas al Parlamento (lo que permitiría una política imperial coherente);
- se prohibía cualquier desarrollo industrial de las colonias capaz de competir con el de Inglaterra;
- que el comercio con las colonias estuviera monopolizado por los navegantes ingleses. De esta manera, se cerró el imperio a la navegación extranjera.

Hasta entonces, Holanda tenía el monopolio del mar. El gobierno de Oliver Cromwell pretendía proteger de esta manera a los comerciantes y armadores ingleses. Perjudicados por la Ley de navegación, los holandeses declararon la guerra a Inglaterra, pero tuvieron que firmar la paz ante la superioridad de los ingleses.
Esta legislación señaló la transición de una organización basada en compañías monopólicas (Compañía Británica de las Indias Orientales) a una integración total del comercio del país basada en el monopolio nacional. Los ingresos aduaneros de Inglaterra aumentaron más de tres veces y media entre 1643 y 1659. Al finalizar el siglo, eran diez veces lo que habían sido al principio.

## Efectos
Los principales efectos fueron:
- las compañías reglamentadas se convirtieron en algo superfluo, ya que Inglaterra se constituyó en un gran monopolio comercial;
- se abrió el comercio al Báltico, a Rusia y a África;
- el monopolio permitió a los mercaderes ingleses comprar productos a bajo precio y colocarlos caros, lo cual les significó una acumulación de capital. Este capital sería destinado a la industria. Esta "revolución comercial" fue una precondición de la Revolución industrial;
- la política industrial agresiva llevó a guerras comerciales con Holanda y a la alianza con Portugal;
- las colonias se hicieron más importantes como mercados de las manufacturas británicas;
- el Estado pasó a ser un servidor de la industria: debía proteger los intereses británicos con la guerra externa, y garantizar el orden interno protegiendo a los burgueses;
- se animó la expansión de la flota mercante inglesa (más tarde británica), que en los 100 años siguientes decuplicó su tonelaje[1] convirtiéndose en la más grande del mundo. El incremento de la navegación comercial y del comercio en general también facilitó un rápido incremento del tamaño y calidad de la Armada británica, que llevó al Reino Unido a convertirse en una superpotencia global.

La ley fue derogada en 1849, época en que se imponía el librecambismo.